# カローデン (戦列艦・初代)
|          | |
| 艦歴     | |
| 発注:    | 1744年12月31日 |
| 建造:    | デットフォード工廠 |
| 進水:    | 1747年9月9日 |
| その後:  | 1770年6月29日解体 |
| 性能諸元 | |
| クラス:  | 1741年提案の74門3等戦列艦 |
| 全長:    | 砲列甲板：161ft (49.1m) |
| 全幅:    | 46ft (14.0m) |
| 喫水:    | 19ft 4in (5.9m) |
| 機関:    | 帆走（3本マストシップ） |
| 兵装:    | 74門： 上砲列：18ポンド（8kg）砲28門 下砲列：32ポンド（15kg）砲28門 後甲板：9ポンド（4kg）砲14門 艦首楼：9ポンド（4kg）砲4門 |

カローデン(HMS Culloden)はイギリス海軍の74門3等戦列艦。1741年提案の寸法規定に従ってデットフォード工廠で建造され、1747年9月9日に進水した。この名を使用した初めての艦で、前年のカローデンの戦いにちなんでいる。
カローデンは1668年のエドガー以来80年ぶりのイギリス製74門艦で、寸法規定の80門艦と同じ大きさで建造されており、砲門自体は多めに開口されていた。またカローデンは18世紀最小の74門艦でもあり、乗員の評判は芳しいものではなかった。
23年の現役期間の後、カローデンは1770年6月29日に売却された。

## 参加海戦
- ミノルカ島の海戦
- ラゴスの海戦